# Przedsiębiorstwo Komunikacji Samochodowej w Katowicach
PKS w Katowicach SA – przedsiębiorstwo komunikacji samochodowej powstałe w wyniku komercjalizacji Przedsiębiorstwa Państwowej Komunikacji Samochodowej w Katowicach. Przewoźnik drogowy rozpoczął działalność 1 czerwca 1999 roku. Poza przewozami międzymiastowymi PKS Katowice obsługiwał również linie komunikacji miejskiej nr 292 i 810.
28 grudnia 2012 przedsiębiorstwo zostało zakupione za kwotę 3 851 452 zł (cena za akcję 59,62 zł) przez GC Investment S.A. Katowice. Innymi oferentami, którzy złożyli swoje oferty na zakup przedsiębiorstwa, byli MAKSIMUM Sp. z o.o. HOLDING S.K.A. Katowice,  Mobilis Sp. z o.o. Mościska k. Warszawy oraz PKS - INVEST Sp. z o.o. w organizacji, Katowice.
W końcowym okresie funkcjonowania przedsiębiorstwa prowadziło ono usługi przewozowe na liniach Katowice - Zakopane oraz Katowice - Wisła, a ponadto skupiało się na prowadzeniu dworca w Katowicach. Działalność przewozową firma zawiesiła z dniem 31.03.2013.